# Rifugio Quintino Sella al Felik
Il rifugio Quintino Sella al Felik (viene anche chiamato capanna Quintino Sella al Felik) è un rifugio situato nel comune di Gressoney-La-Trinité (AO), nella valle del Lys, nelle Alpi Pennine, a 3585 m s.l.m. nel massiccio del Monte Rosa.

## Storia
Il primo rifugio venne eretto nel 1885, ricostruito una prima volta nel 1907 e una seconda nel 1924, dopo essere stato danneggiato da una valanga. L'attuale costruzione a tre piani è stata completata nel 1982 ed è in legno lamellare prefabbricato. È stato intitolato a Quintino Sella, fondatore del Club Alpino Italiano. 

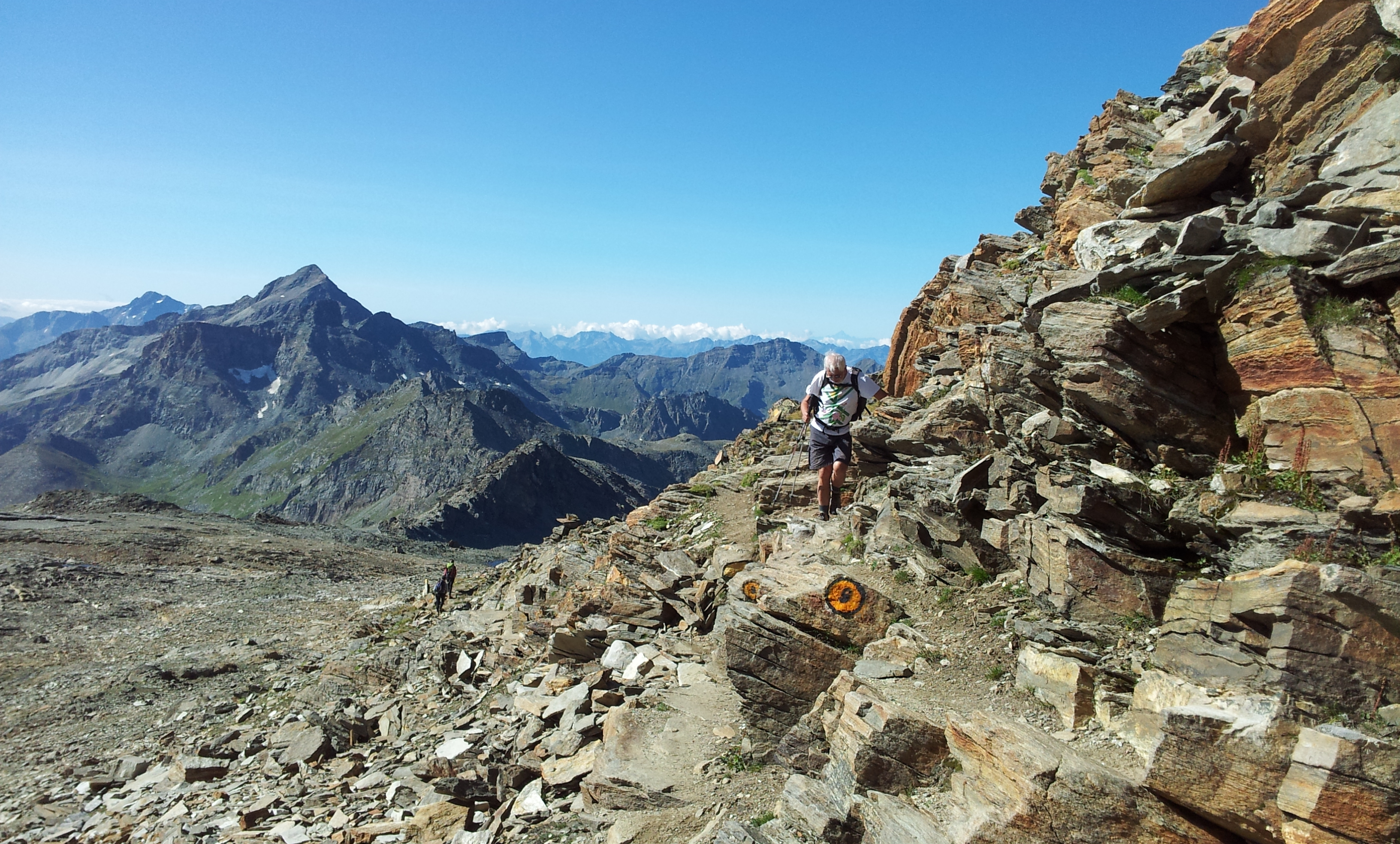
Un suggestivo punto del sentiero che sale al rifugio

## Caratteristiche e informazioni

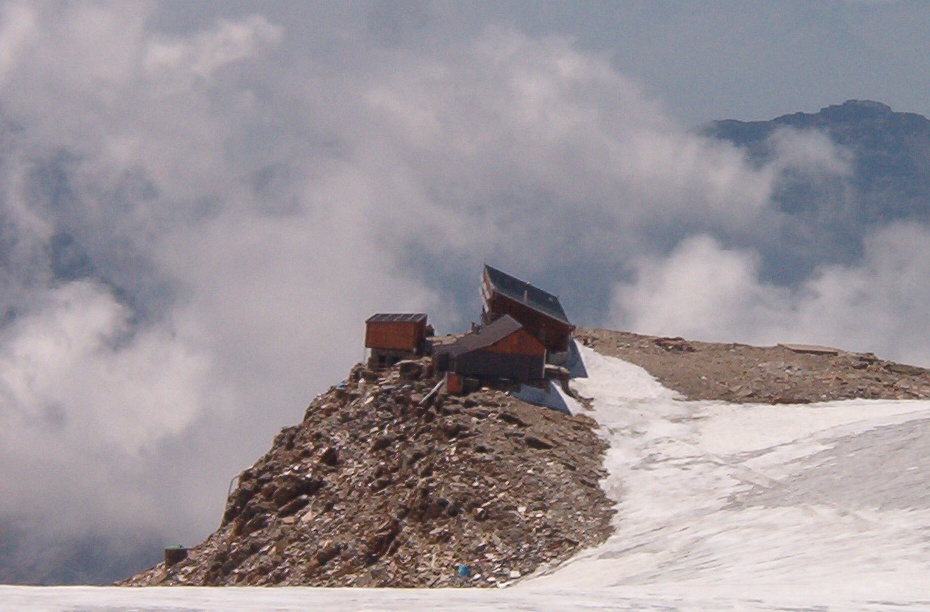
Altra visuale del rifugio.

Si trova sul bordo del ghiacciaio del Felik. Ha una capienza di 142 posti. L'apertura indicativa va da giugno a settembre ed è sovente condizionata dalla caratteristiche climatiche.

## Accessi

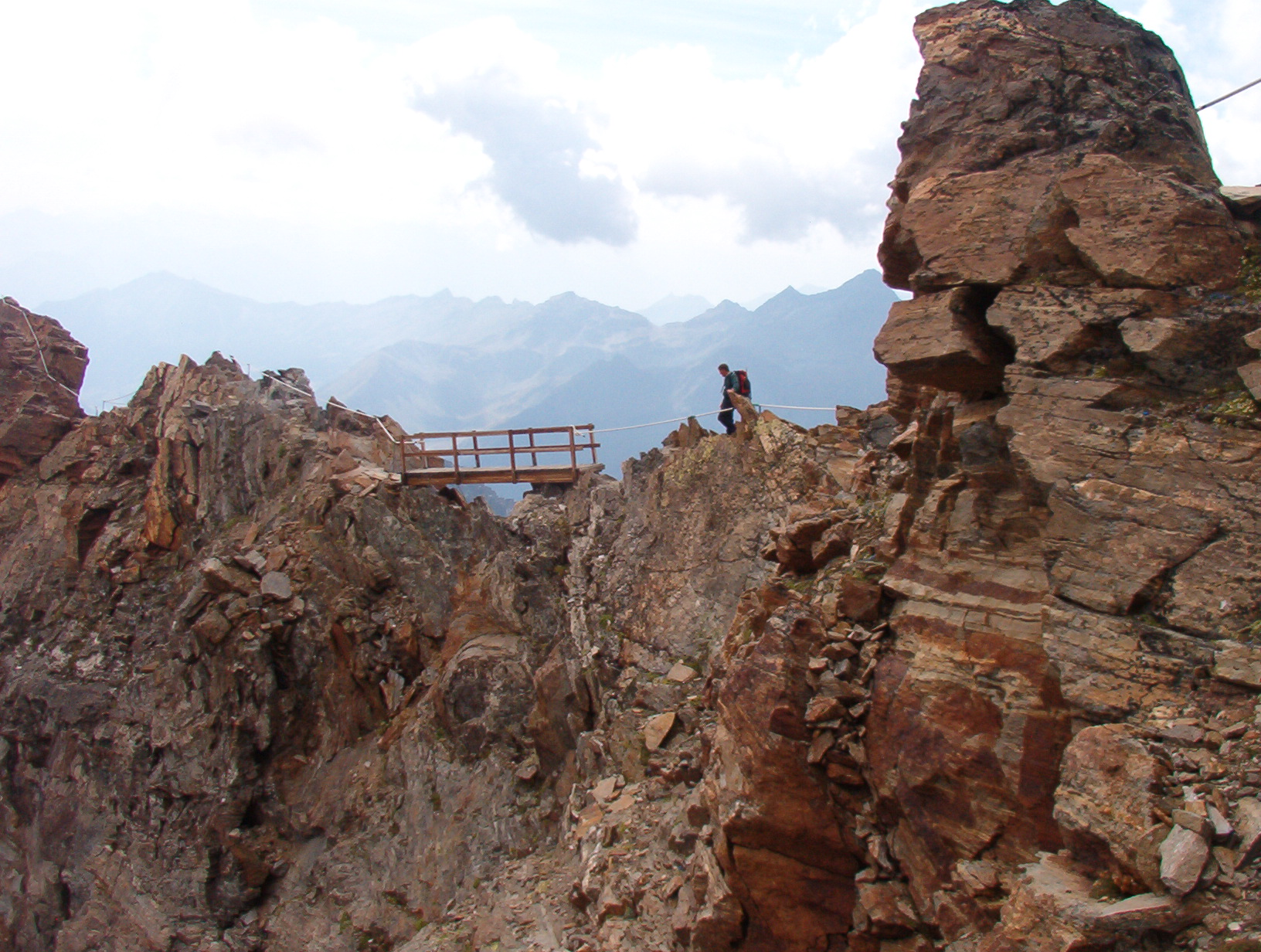
Caratteristica cresta finale di accesso al rifugio dal Colle Bettaforca.

L'accesso più frequentato avviene dalla valle del Lys (detta anche valle di Gressoney). Superato l'abitato di Gressoney-La-Trinité e giunti alla frazione Stafal (1825 m) si prendono gli impianti funiviari che conducono al colle Bettaforca (2727 m). Dal colle Bettaforca il rifugio è raggiungibile in circa tre ore.
Si può raggiungere il rifugio anche dalla val d'Ayas. Arrivati all'abitato di Ayas si sale per il lungo sentiero fino al colle Bettaforca e poi si segue l'itinerario precedente.

## Ascensioni
- Castore (4221 m), ore 3
- Lyskamm Occidentale (4481 m), ore 4,30

## Traversate
- Capanna Regina Margherita (4559 m) per il Naso del Lyskamm (4272 m) e per il Colle del Lys (4248 m)
- Capanna Giovanni Gnifetti (3647 m) per il Naso del Lyskamm (m. 4272), ore 5/6
- Rifugio Ottorino Mezzalama (3036 m) per il colle Bettaforca.